# 艺术金三角
艺术金三角由西班牙马德里市中心普拉多大道上的三座彼此邻近的重要的艺术博物馆构成。2021年，该地区被列入联合国教科文组织世界遗产名录。这三座艺术博物馆分别是：
1. 普拉多博物馆 (Museo del Prado) — 收藏20世纪以前的艺术品
2. 索菲亚王后艺术中心 (Museo Nacional Centro de Arte Reina Sofía) —收藏20世纪艺术品
3. 提森-博内米萨博物馆

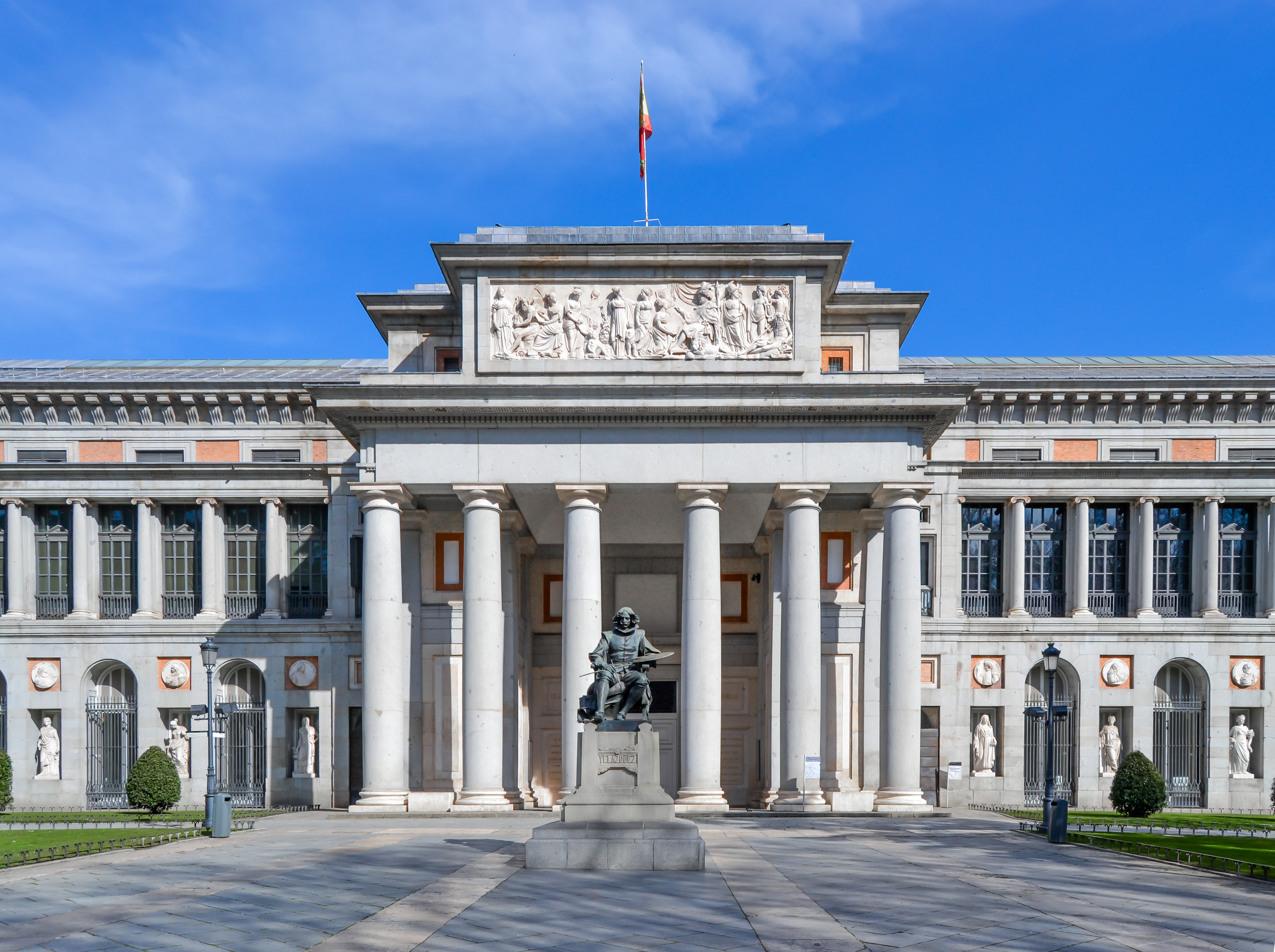
普拉多博物馆
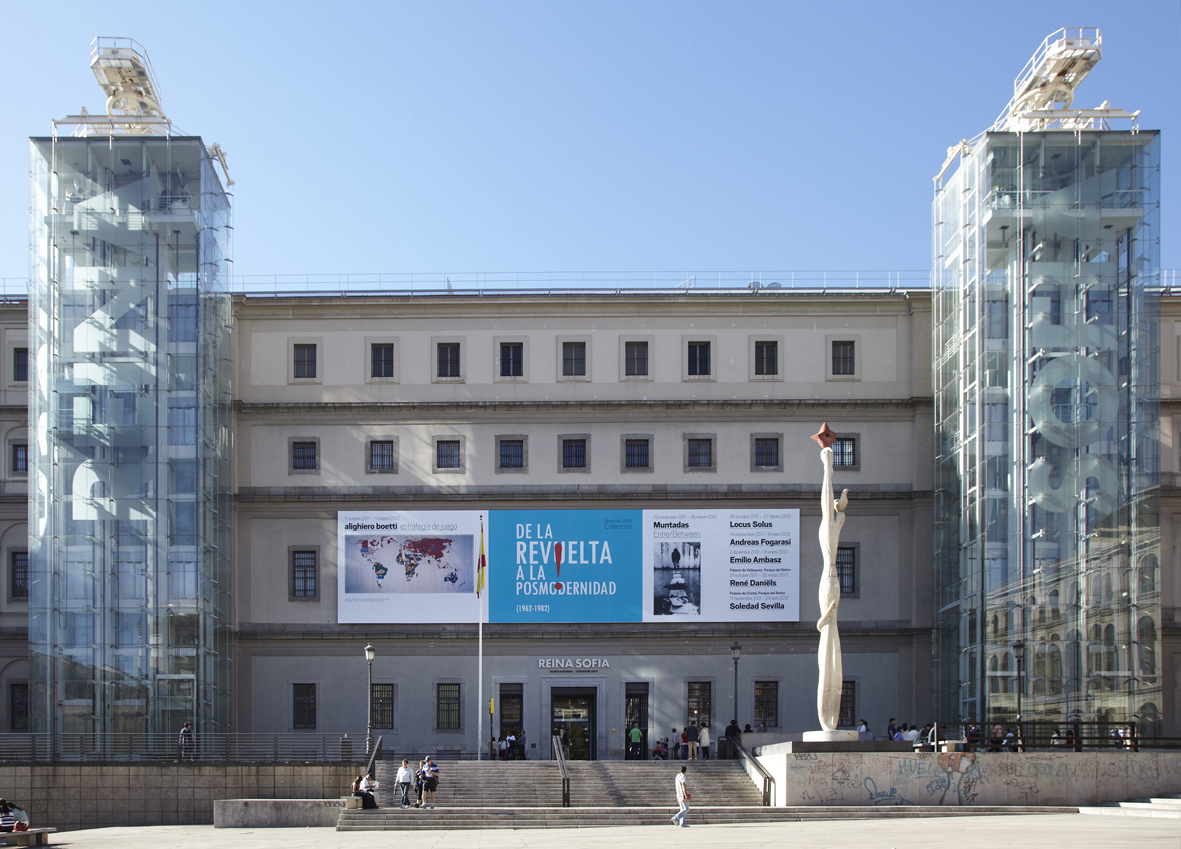
索菲亚王后艺术中心
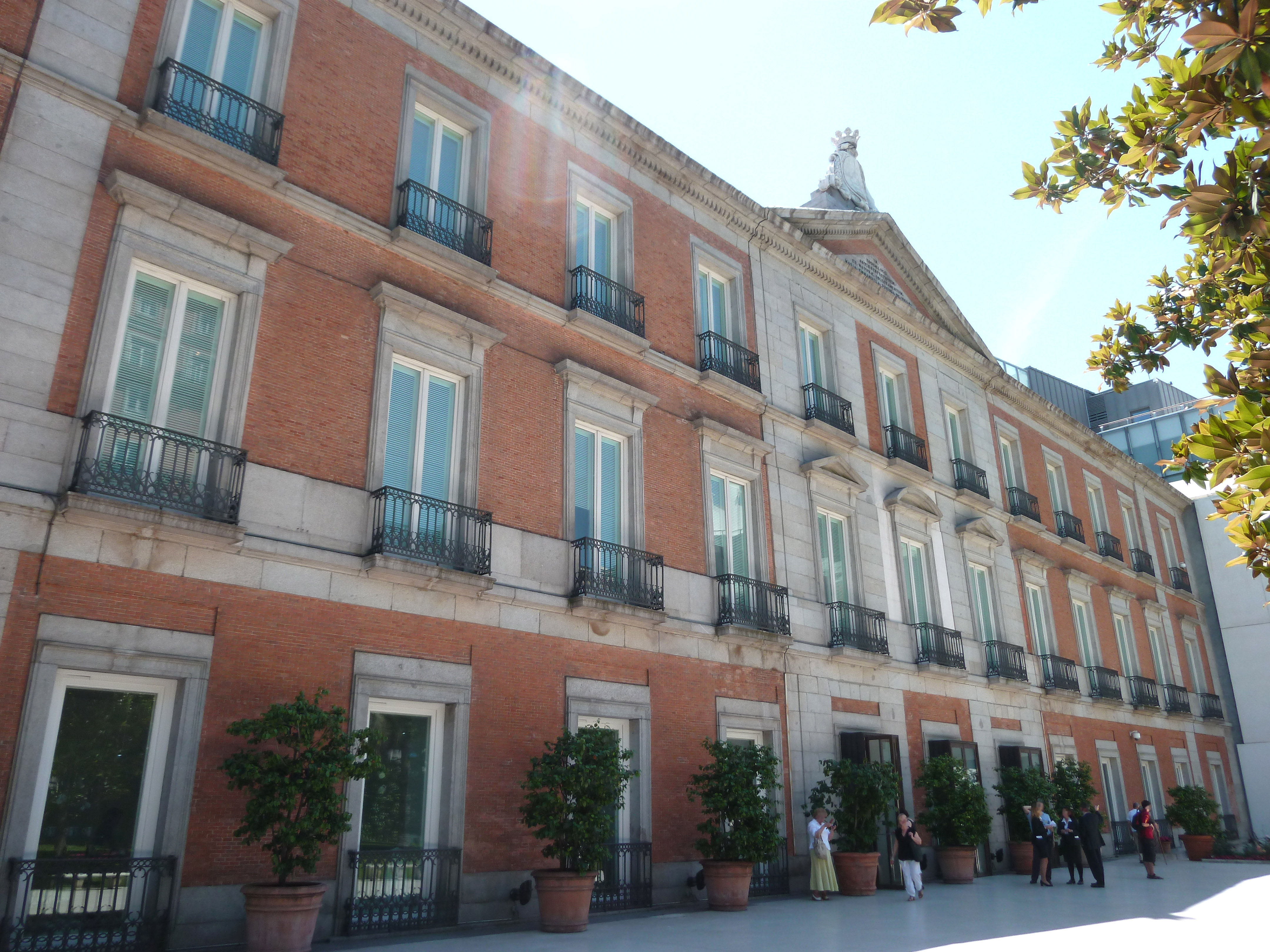
提森-博内米萨博物馆

40°24′32″N 3°41′40″W / 40.4087777778°N 3.6945°W